# 与田浦

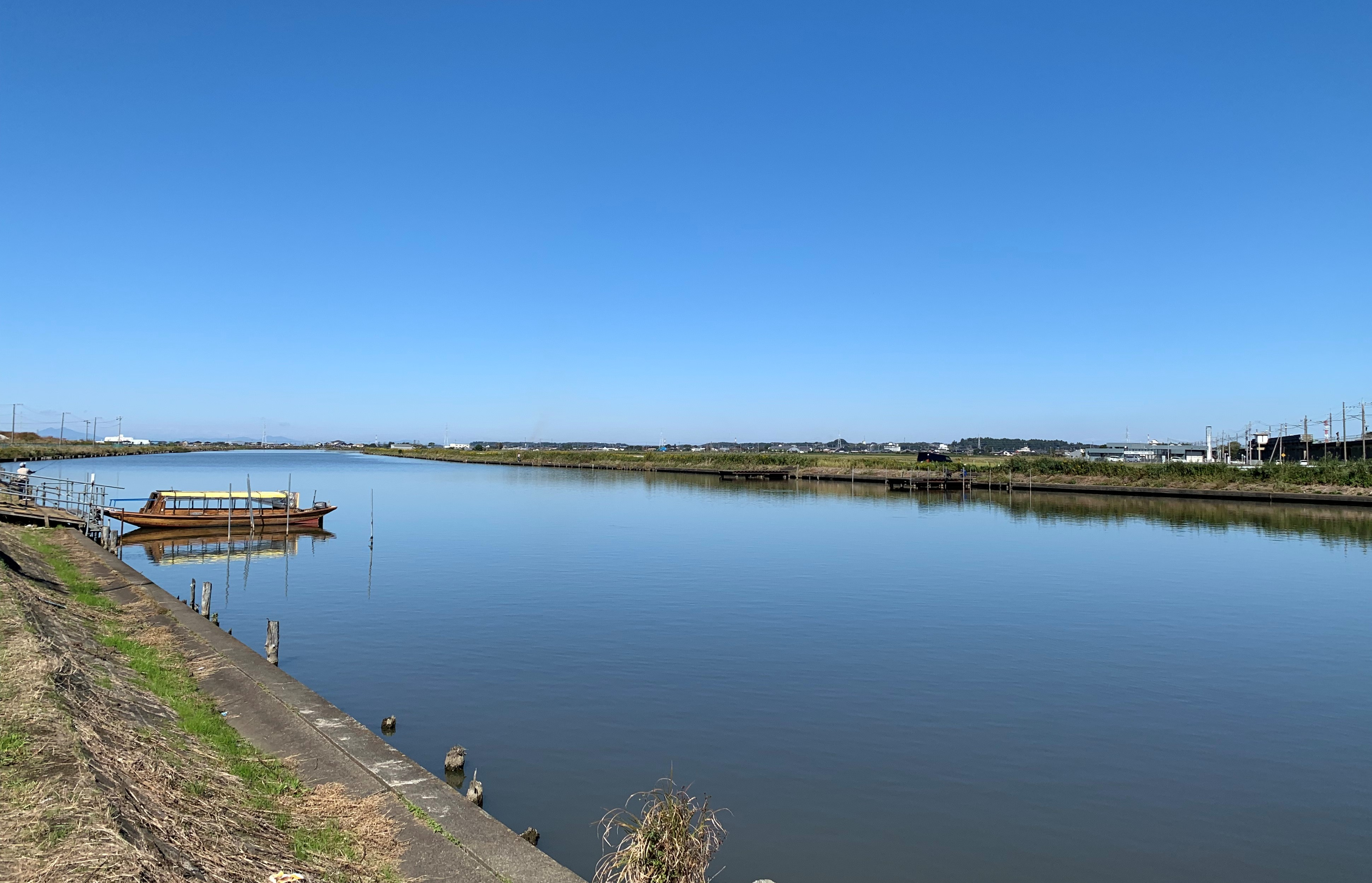
与田浦コスモスまつり会場付近。2021年10月24日撮影。

与田浦（よだうら）は、千葉県香取市にある湖沼。利根川の堆積作用によってできた砂州に取り残される形で形成されている。一級河川与田浦川と一体化している。

## 地理
鹿島線十二橋駅の東西周辺にある。与田浦を干拓した跡地に水郷佐原あやめパーク（当初は水生植物園）が整備されている。

## 歴史

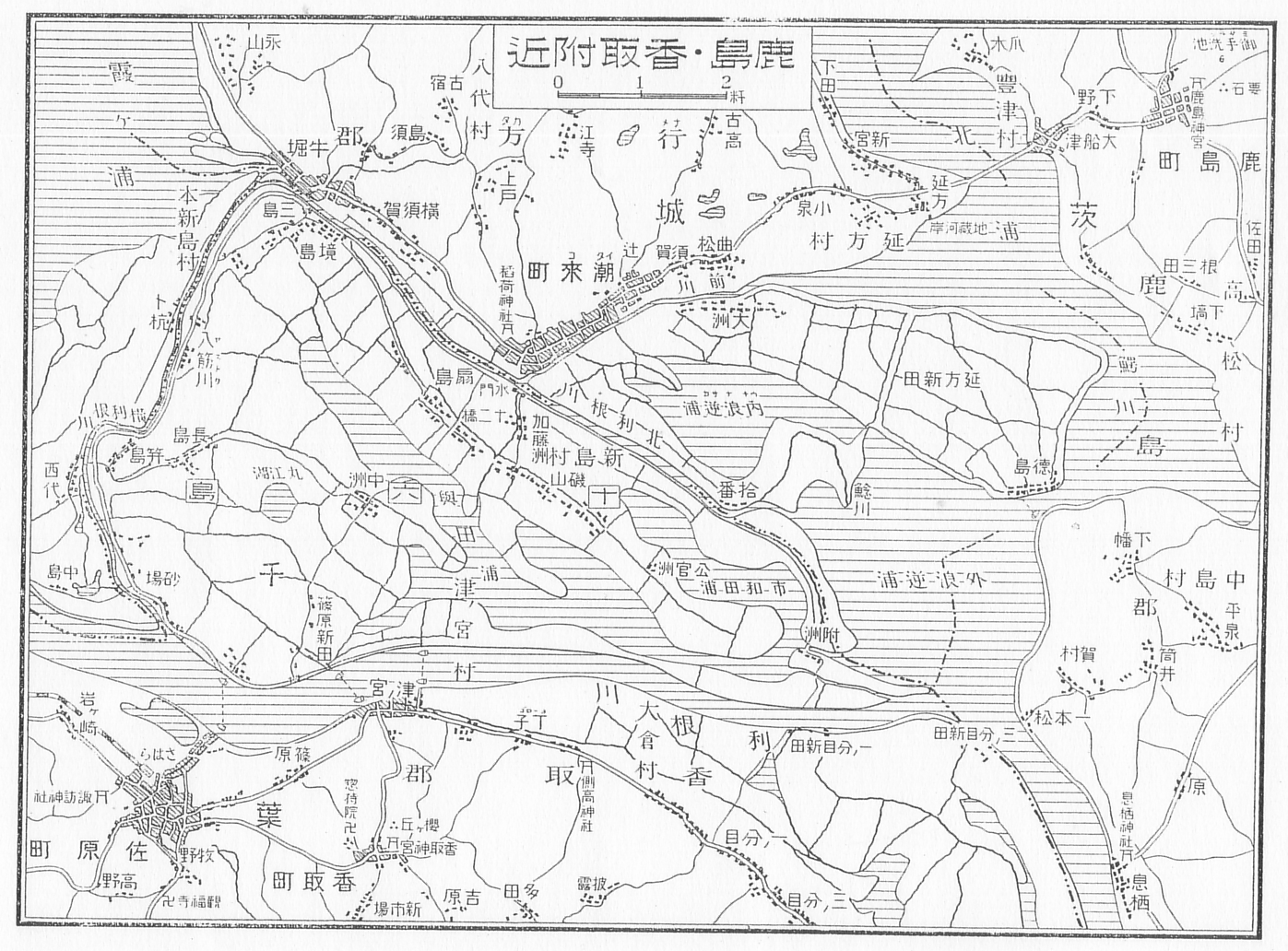
與田沼の表記が見られる

かつては与田沼（與田沼の表記）だったが、干拓が行われ、次第に与田浦川と与田浦という形状になった。湖のようになっている場所は3か所ある。

## 観光
水郷16島の中央にある湖沼で、近くに水郷佐原水生植物園・加藤洲十二橋めぐりの発着所がある。湖岸には10kmに及ぶ周遊道が整備され、ハナショウブやハスが咲く晩春から初夏にかけて多数の観光客で賑う。